# Шаон
Шаон (фр. Chaon) насеље је и општина у централној Француској у региону Центар (регион), у департману Лоар и Шер која припада префектури Роморантен Лантне.
По подацима из 2011. године у општини је живело 458 становника, а густина насељености је износила 14,38 становника/km². Општина се простире на површини од 31,85 km². Налази се на средњој надморској висини од 125 метара (максималној 151 m, а минималној 112 m).

## Демографија
| 1962. | 1968. | 1975. | 1982. | 1990. | 1999. | 2011. |
| ----- | ----- | ----- | ----- | ----- | ----- | ----- |
| 250   | 310   | 304   | 336   | 372   | 375   | 458   |

График промене броја становника у току последњих година